# 사랑이 지는 이자리
《사랑이 지는 이자리》는 대한민국의 가수 이선희의 네번째 음반이다.

## 특징
이 음반에 수록된 타이틀곡 《나항상 그대를》은 KBS 가요 톱텐 5주 연속 1위로 3번째 골든컵을 수상했다. 또한 70년대 신중현의 <아름다운 강산>을 리메이크하며 폭발적인 가창력을 드러내며 폭풍적인 인기를 끌게 되고, <사랑이 지는 이 자리>, <안녕>, <길을 떠나자>등이 히트하게 되었다.

## 수록곡
| #  | 제목                   | 작사·작곡 | 재생 시간 |
| -- | ---------------------- | --------- | --------- |
| 1. | 〈사랑이 지는 이자리〉 | 송시현    | 4:00      |
| 2. | 〈세월은 흘러도〉      | 윤태영    | 3:59      |
| 3. | 〈길을 떠나자〉        | 윤희중    | 3:36      |
| 4. | 〈천사는 울지 않아요〉 | 송시현    | 3:41      |
| 5. | 〈아름다운 강산〉      | 신중현    | 5:18      |

| #  | 제목                       | 작사   | 작곡   | 재생 시간 |
| -- | -------------------------- | ------ | ------ | --------- |
| 1. | 〈나 항상 그대를〉         | 김민정 | 송시현 | 3:36      |
| 2. | 〈밤이 찾아오면〉          | 윤희중 | 윤희중 | 4:24      |
| 3. | 〈그대의 얼굴〉            | 윤태영 | 윤태영 | 3:49      |
| 4. | 〈어려운 대답〉            | 송시현 | 송시현 | 3:34      |
| 5. | 〈안녕〉                   | 이장희 | 이장희 | 5:16      |
| 6. | 〈시장에 가면 (건전가요)〉 |        |        | 1:22      |